# سیارک ۶۳۵۵
سیارک ۶۳۵۵ (به انگلیسی: 6355 Univermoscow، نامگذاری:1969TX5) شش هزار و سیصد و پنجاه و پنجمین سیارک کشف شده‌است که در ۱۵ اکتبر ۱۹۶۹ کشف شد.
قدر مطلق سیارک برابر ۷۴.۰ است.